# Lichia amia
Lichia amia é uma espécie de peixe pertencente à família Carangidae.
A autoridade científica da espécie é Linnaeus, tendo sido descrita no ano de 1758.

## Portugal
Encontra-se presente em Portugal, onde é uma espécie nativa.
Os seus nomes comuns são chambré, colombeta, colombete, doirada, palmeta, palombela ou palombeta.

## Descrição
Trata-se de uma espécie de água salobra e marinha. Atinge os 150 cm de comprimento à furca , com base de indivíduos de sexo indeterminado.